# Полищук, Анатолий Антонович
Анато́лий Анто́нович Полищу́к (11 января 1950, Великие Межиричи, Ровненская область — 7 июня 2016) — советский волейболист, игрок сборной СССР (1974—1978). Серебряный призёр Олимпийских игр 1976, чемпион мира 1978, обладатель Кубка мира 1977, двукратный чемпион Европы (1975 и 1977), 11-кратный чемпион СССР. Нападающий. Заслуженный мастер спорта СССР (1978).

## Биография
Выступал за команды: 1971—1972 — СКА (Ростов-на-Дону), 1972—1983 — ЦСКА. В составе ЦСКА: 11-кратный чемпион СССР (1973—1983), двукратный обладатель Кубка СССР (1980, 1982), 6-кратный обладатель Кубка чемпионов ЕКВ (1973—1975, 1977, 1982, 1983). В составе сборной Москвы становился чемпионом (1975, 1979) и серебряным призёром (1983) Спартакиад народов СССР. Победитель чемпионата дружественных армий (1973).
В сборной СССР в официальных соревнованиях выступал в 1974—1978 годах. В её составе: серебряный призёр Олимпийских игр 1976, чемпион мира 1978, серебряный призёр мирового первенства 1974, победитель розыгрыша Кубка мира 1977, двукратный чемпион Европы (1975, 1977).

## Источник
- Волейбол: Энциклопедия / Сост. В. Л. Свиридов, О. С. Чехов. — Томск: Компания «Янсон», 2001.

1. ↑  Olympedia (англ.) — 2006.